# نظریه پیوند ظرفیت
نظریه پیوند ظرفیت (انگلیسی: Valence bond theory) یکی از دو نظریه بنیادین مکانیک کوانتوم برای توصیف پیوند شیمیایی است. این نظریه، چگونگی درهم‌آمیزی اوربیتال‌های اتمی در یک اتم مجزا را در هنگام شکل‌گیری یک مولکول بیان می‌دارد. در مقابل، نظریه اوربیتال مولکولی اوربیتال‌ها را در سراسر یک مولکول تسری می‌دهد.

## توصیف
بر مبنای نظریهٔ پیوند ظرفیت، بر اثر همپوشانی اوربیتال‌های اتمی نیمه‌پر ظرفیتی که هر یک شامل یک الکترون تنها هستند، پیوند کووالانسی (هم‌ظرفیت) شکل می‌گیرد. به عبارت دیگر، پیوند کووالانسی، به اشتراک گذاشتن الکترون‌ها توسط دو اتم در رسیدن به آرایش گاز نجیب است. به بیشینهٔ تعداد پیوندهای کووالانسی که یک اتم می‌تواند تشکیل دهد، ظرفیت کووالانسی گفته می‌شود.